# Ермаков, Александр Иванович
Александр Иванович Ермаков  (8 октября 1916, Барнаул — 24 мая 1987, Днепропетровск) — советский токарь, Герой Социалистического Труда (1966).

## Биография
Родился 8 октября 1916 года в Барнауле в рабочей семье.
Окончил семилетнею школу, а в 1931 году — фабрично-заводское училище. После окончания училища, работал в паровозном депо. В 1941 году переведён на «Сибсельмаш». Работал, перевыполняя планы пятилетки. Со временем стал токарем-универсалом высшей квалификации.
28 июля 1966 года за перевыполнения семилетнего плана награждён медалью «Серп и Молот» и орденом Ленина.
Вышел на пенсию в 1976 году. Последние годы жил в Днепропетровске, где и умер 24 мая 1987 года. Похоронен на Сурско-Литовском кладбище Днепра.

## Награды
- Медаль «Серп и Молот» (28 июля 1966 № 12697);
- Орден Ленина (28 июля 1966 № 358626);
- медали.